# مسرح الأوديون (عمان)

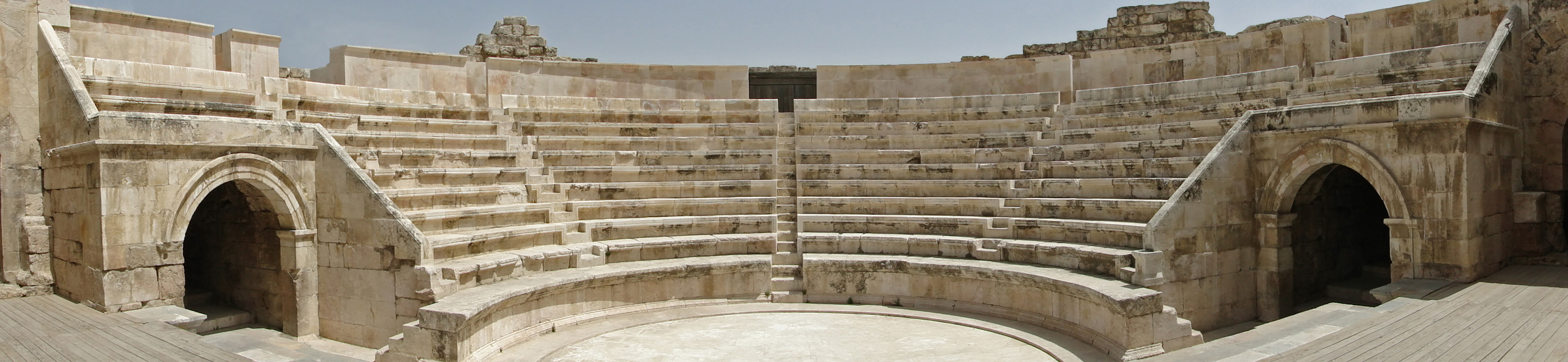
بانوراما للمدرج.

مسرح الأوديون أو المسرح الشتوي هو مدرج روماني صغير، يقع وسط العاصمة الأردنية عمّان، وتحديدًا في الجانب الشمالي الشرقي من ساحة الندوة الرومانية التي يقع عليها أيضًا المدرج الروماني الكبير. تم تشييده في القرن الثاني للميلاد، قبل إنشاء المدرج الكبير، ليتسع لحوالي 500 متفرج.

## التصميم
كان الأوديون يُستخدم بشكل رئيسي للعروض الموسيقية. ويعتقد علماء الآثار أنه من المُحتمل أن يكون قد تم تسقيفه بسقف خشبي أو خيمة مؤقتة لحماية الحضور والمؤديين من الظروف الجوية. يُعتقد أن الزلزال الشديد الذي أصاب مدينة عمّان ومناطق شامية أخرى سنة 1927، كان السبب الرئيسي في هدم جزء كبير منه، وخصوصًا واجهته المرتفعة.
لقد تم ترميم المدرج مؤخرًا بالإضافة إلى المنطقة المُحيطة به في الساحة الهاشمية، حيث تُقام فيه اليوم الحفلات الموسيقية والندوات الشعرية.

## صور

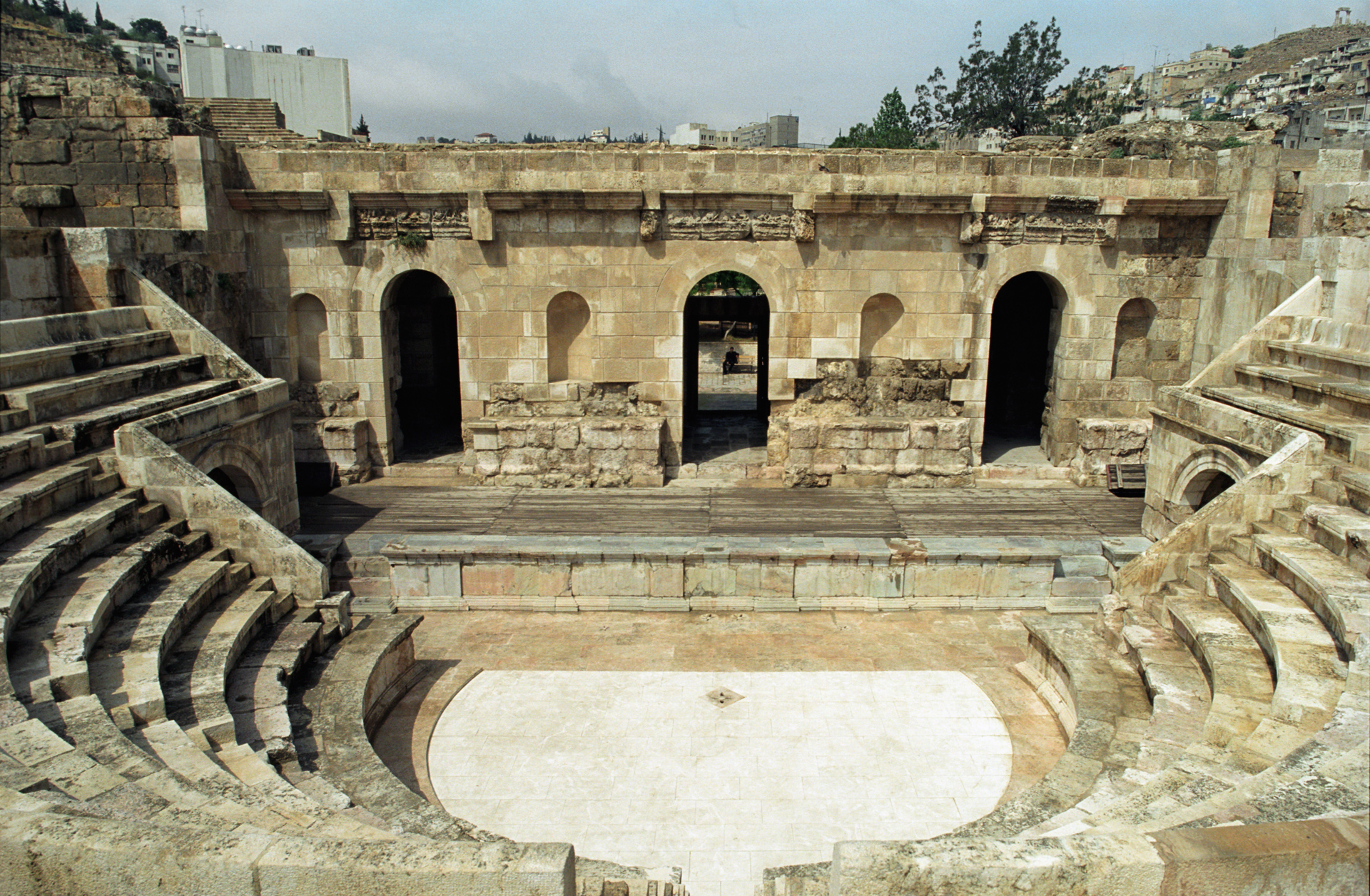
الأوديون من الداخل
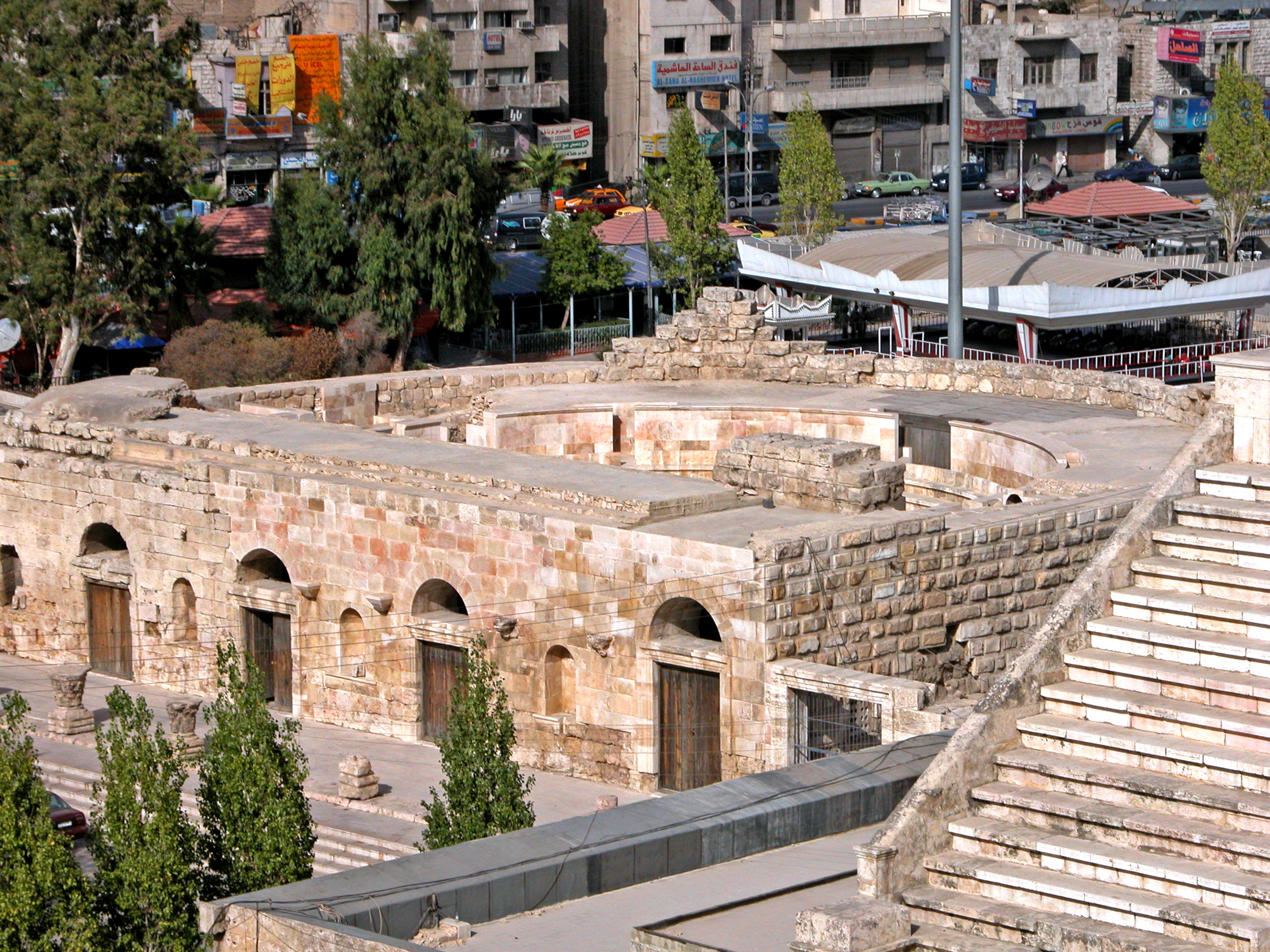
لقطة من المدرج الروماني
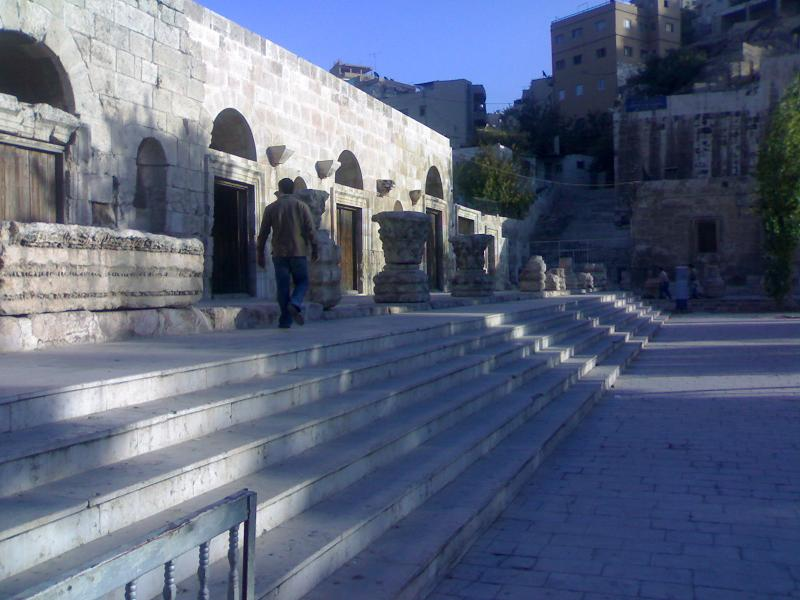
الواجهة الرئيسية
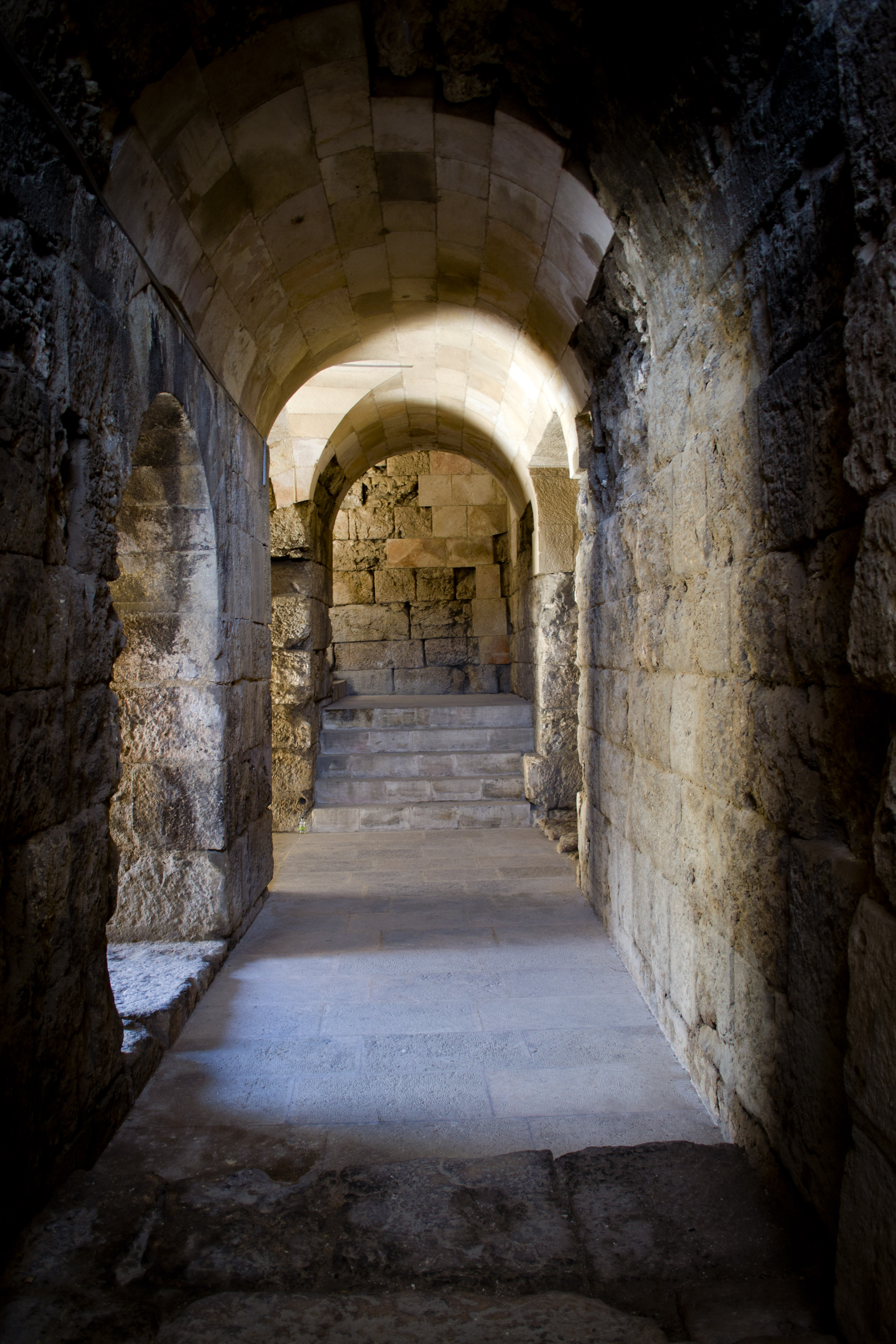
الأقبية بالداخل

## وصلات خارجية
- فيديو لمسرح الأوديون